# Jessica Carlson
Jessica Carlson (Nueva York, Estados Unidos; 20 de marzo de 1992) es una actriz estadounidense, más conocida por su papel de Rebecca en la película Cirque du Freak: The Vampire's Assistant (2009).

## Carrera

### Cine
| Año  | Título                                   | Papel            |
| ---- | ---------------------------------------- | ---------------- |
| 2009 | Cirque du Freak: The Vampire's Assistant | Rebecca          |
| 2007 | The Life Before Her Eyes                 | Chica en el tiro |
| 2007 | Goyta (Cortometraje)                     | Miriam           |
| 2007 | Blue Dress (Cortometraje)                | Hadley           |

### Series televisivas
| Año  | Título      | Papel                                |
| ---- | ----------- | ------------------------------------ |
| 2010 | The Big C   | Kristin (Episodio Blue-Eyed Iris)    |
| 2008 | Law & Order | Lauren Lortell (Episodio Angelgrove) |

- Datos: Q460579
- Multimedia: Jessica Carlson / Q460579